# Garbno (województwo zachodniopomorskie)
Garbno (niem. Gerbin) – wieś w Polsce położona w województwie zachodniopomorskim, w powiecie koszalińskim, w gminie Polanów.
W latach 1954–1959 wieś należała do i była siedzibą władz gromady Garbno, po jej zniesieniu w gromadzie Kościernica. W latach 1975–1998 wieś położona była w województwie koszalińskim. W latach 1973–76 w gminie Sianów.

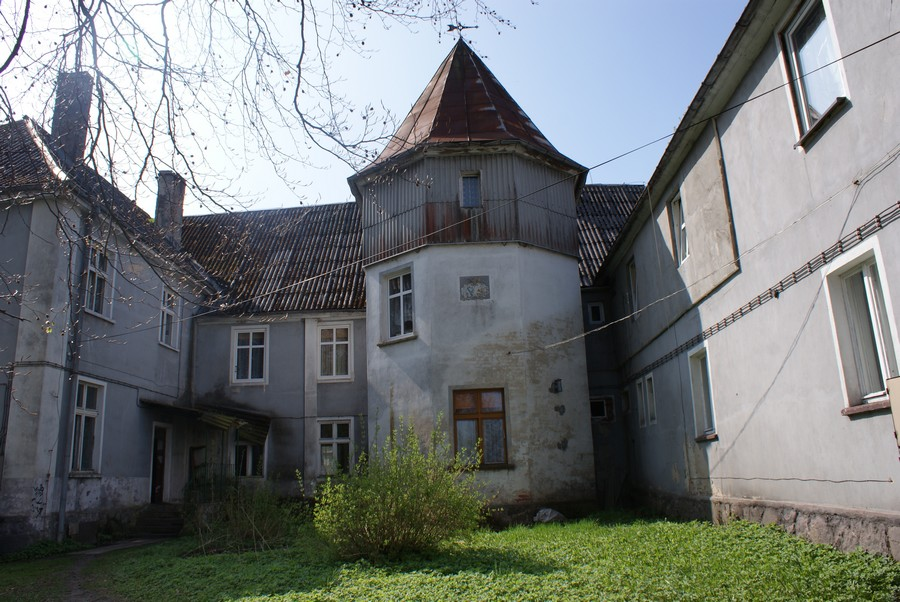
Wieża od strony ogrodu

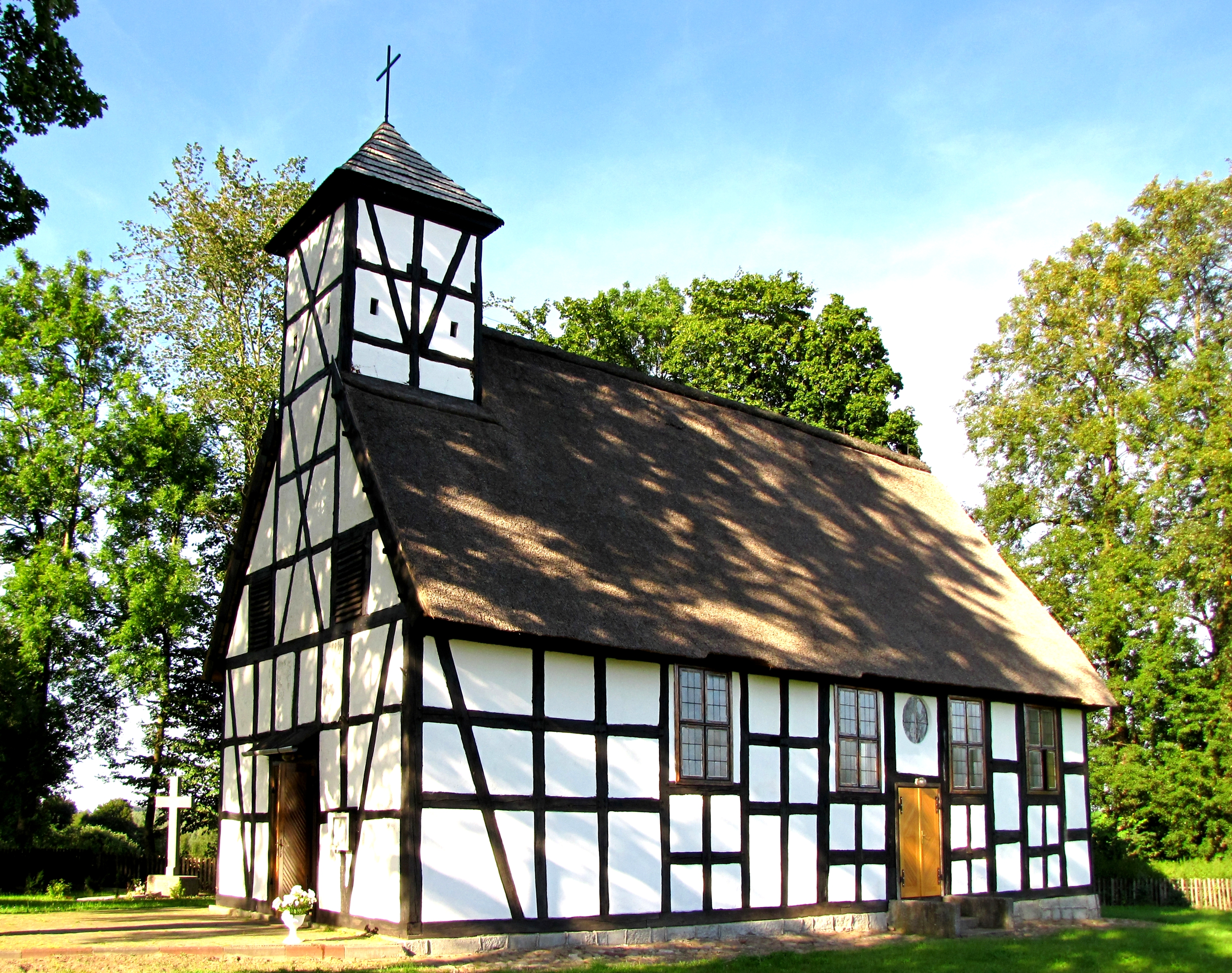
Szachulcowy kościół pod wezwaniem św. Antoniego

Wieś Garbno znajduje się 25 km od Koszalina przy drodze wiodącej do Cetunia. W 1284 roku wraz z innymi ziemiami przeszła we władanie Niemców. Od 1472 r. należała do rodu von Glasenapp, od którego w 1718 r. odkupił ją major Johann Christian Juliusz von Aschenbach. W roku 1820 przeszła na własność rodziny von Kannenberg, a następnie w roku 1879 przeszła we władanie Karla Freisherra von Senden, właściciela dóbr w Nacławiu. W XIX wieku von Senden wybudował w Garbnie dwór klasycystyczny istniejący do dzisiaj na planie litery L otoczonym niegdyś krajobrazowym parkiem, obecnie w stanie szczątkowym. Ostatnim właścicielem Garbna był Axel Freiherr von Senden władający dobrami o powierzchni 1047 hektarów. Po II wojnie światowej dobra zostały przejęte przez PGR. Obecnie pałac wpisany do rejestru zabytków pod nr. 23 pełni funkcję kilkurodzinnego budynku mieszkalnego i jest własnością poszczególnych lokatorów.
Prawdziwą osobliwością Garbna jest szachulcowy kościół pod wezwaniem św. Antoniego z Padwy, także znajdujący się na liście zabytków pod nr. 24, wybudowany w 1769 r. na miejscu świątyni gotyckiej powstałej w 1550 roku. Z kościoła ewangelickiego został wyświęcony na katolicki w 1948 r. Kościół jest kryty strzechą z trzciny. Wewnątrz zachowały się liczne zabytki: ołtarz barokowy, chrzcielnica i ambona z 1600 r., późnogotycki krucyfiks, witraż z 1769 r. i dzwon z XVII wieku. W kościele jest też nagrobek z 1772 r.